# Gönen (district, Isparta)
Gönen is een Turks district in de provincie Isparta en telt 7.775 inwoners (2007). Het district heeft een oppervlakte van 190,4 km². Hoofdplaats is Gönen.
De bevolkingsontwikkeling van het district is weergegeven in onderstaande tabel.
| 1997  | 2000   | 2007  |
| ----- | ------ | ----- |
| 9.494 | 16.894 | 7.775 |